# Juan Aguilera (Tennisspieler)
Juan Aguilera (* 22. März 1962 in Barcelona; † 25. März 2025 ebenda) war ein spanischer Tennisspieler.

## Leben
In seiner Laufbahn gewann der Sandplatzspezialist fünf Einzeltitel. 1984 erreichte er als beste Weltranglistenposition Platz sieben. Seine größten Erfolge waren die beiden Titel bei den German Open 1984 sowie im Jahr 1990, als er im Finale Boris Becker mit 6:1, 6:0 und 7:6 besiegte.
Juan Aguilera starb am 25. März 2025 im Alter von 63 Jahren nach langer Krankheit in Barcelona.

## Erfolge
| Legende (Anzahl der Siege)        |
| --------------------------------- |
| Grand Slam                        |
| Masters                           |
| ATP Super 9                       |
| ATP Championship Series (1)       |
| ATP World Series / Grand Prix (4) |

### Einzel

#### Turniersiege
| Nr. | Datum          | Turnier         | Belag | Finalgegner      | Ergebnis                |
| --- | -------------- | --------------- | ----- | ---------------- | ----------------------- |
| 1.  | 29. April 1984 | Aix-en-Provence | Sand  | Fernando Luna    | 6:4, 7:5                |
| 2.  | 13. Mai 1984   | Hamburg         | Sand  | Henrik Sundström | 6:4, 2:6, 2:6, 6:4, 6:4 |
| 3.  | 25. Juni 1989  | Bari            | Sand  | Marián Vajda     | 4:6, 6:3, 6:4           |
| 4.  | 22. April 1990 | Nizza           | Sand  | Guy Forget       | 2:6, 6:3, 6:4           |
| 5.  | 13. Mai 1990   | Hamburg         | Sand  | Boris Becker     | 6:1, 6:0, 7:67          |

#### Finalteilnahmen
| Nr. | Datum              | Turnier       | Belag | Finalgegner  | Ergebnis |
| --- | ------------------ | ------------- | ----- | ------------ | -------- |
| 1.  | 25. September 1983 | Bordeaux      | Sand  | Pablo Arraya | 5:7, 5:7 |
| 2.  | 20. August 1989    | Saint-Vincent | Sand  | Franco Davín | 2:6, 2:6 |
| 3.  | 5. August 1990     | Sanremo       | Sand  | Jordi Arrese | 2:6, 2:6 |
| 4.  | 30. September 1990 | Palermo       | Sand  | Franco Davín | 1:6, 1:6 |